# Oscinella harrari
Oscinella harrari är en tvåvingeart som beskrevs av Becker 1912. Oscinella harrari ingår i släktet Oscinella och familjen fritflugor.
Artens utbredningsområde är Etiopien. Inga underarter finns listade i Catalogue of Life.